# فرس النهر
فرس النهر، والذي يُسمى أيضاً فرس النهر المألوف (الاسم العلمي:  Hippopotamus amphibius) هو حيوان ضخم عاشب يتواجد في أفريقيا جنوب الصحراء. إجمالاً يعد أحد النوعين المتبقيين على قيد الحياة اليوم من فصيلة البرنيقيات (الآخر هو فرس النهر القزم). يعرف فرس النهر باللغة العربية أيضا بالبرنيق وسيد قشطة كما يسمونه في مصر نسبة للاسم الذي أطلق على أول حيوان أودع بحديقة الحيوانات بالجيزة عند إنشائها، ويشتق اسماه اللاتيني «هيبوبوتاموس» (باللاتينية: Hippopotamus) من الكلمة اليونانية «ἱπποπόταμος» حيث أن «هيبوس» (باليونانية: ιππος) تعني حصان و«بوتاموس» (باليونانية: πόταμος) تعني نهر.
فرس النهر حيوان شبه مائي وهو يستوطن البحيرات والأنهار في أفريقيا جنوب الصحراء الكبرى وقد امتد موطنه في السابق عبر وادي النيل وصولاً إلى فلسطين والأردن شمالاً. تعيش أفراس النهر في مجموعات يبلغ عدد أفرادها حوالي 40 رأساً، وهي تبقى معظم النهار في الماء أو الوحل حتى تتبرّد. يحصل التزاوج والولادة في الماء حيث تقوم الذكور الإقليمية بالتقاتل مع بعضها للسيطرة على مجال صغير من النهر، وتخرج أفراس النهر عند الغسق لترعى الأعشاب ويعتبر الرعي نشاطاً فردياً يقوم به كل فرد وحده أي أن الأفراس لا تتجمع كما تفعل عندما تكون في الماء قرب بعضها البعض.
تعتبر الحيتانيات مثل الحيتان وخنازير البحر وأقربائها هي أقرب الحيوانات لأفراس النهر على الرغم من تشابه تلك الأخيرة مع الخنازير وغيرها من الحافريات المزدوجة الأصابع. يقدر العلماء أن أفراس النهر انفصلت عن أقربائها مند حوالي 55 مليون سنة، وأن السلف المشترك للحيتان وأفراس النهر انفصل عن باقي مزدوجات الأصابع منذ حوالي 60 مليون سنة، أما أقدم المستحثات لفرس النهر فيقدر عمرها بحوالي 16 مليون سنة وقد وجدت في أفريقيا وهي تنتمي إلى جنس «فرس النهر الكيني» (باللاتينية: Kenyapotamus).
يعرف فرس النهر بواسطة جسده أسطواني الشكل وعديم الشعر، القوائم القصيرة، والحجم الضخم. يقارب فرس النهر وحيد القرن الأبيض في حجمه ولا يفوقه في القد سوى الفيلة، وعلى الرغم من قصر قوائمه فإن هذا الحيوان قادر على أن يسبق إنساناً بسهولة في الجري فقد قيست سرعته بحدود 30 ميلاً في الساعة وهكذا فيمكن اعتبار أنه قادر على أن يسبق عدّاءً أولمبياً في سباق للمسافات القصيرة. يعتبر فرس النهر من أشد الحيوانات خطورة على الإنسان على الرغم من شيوعه في حدائق الحيوانات وإظهاره بمظهر «العملاق اللطيف». يعيش حالياً ما بين 125,000 إلى 150,000 فرس نهر في البريّة جنوبي الصحراء الكبرى، وتعتبر زامبيا (40,000 رأس) وتنزانيا (20,000-30,000 رأس) الدول التي تؤوي أكبر أعداد من هذه الحيوانات، ولا تزال أفراس النهر مهددة حالياً من القنص غير الشرعي للحصول على لحمها وأنيابها العاجيّة ومن فقدان المسكن.

## أصل النوع وتصنيفه
فرس النهر حيوان اجتماعي يعيش في قطعان يبلغ عدد أفرادها 40 حيوانا، ويسمّى فرس النهر الذكر «ثوراً» بحسب التعبير الإنكليزي وتسمى الأنثى «بقرة» ويسمى الصغير «عجلاً». يُعرف هذا النوع أيضا باسم فرس النهر المألوف وفرس النهر النيلي وذلك لتميزها عن فرس النهر القزم وغيره من الأنواع المنقرضة، إلا أن مجرد التعبير بقول «فرس النهر» يقصد به إجمالا هذا النوع.
يعتبر جنس أفراس النهر هو الممثل الرئيسي لفصيلة البرنيقيات على الرغم من أن فرس النهر القزم يمثل جنساً آخر بحد ذاته. وقد تم تصنيف خمس سلالات من فرس النهر بناء على اختلافات تشكّليّة في جماجمها والمنطقة الجغرافية التي تقطنها:
- السلالة البرمائية (Hippopotamus amphibius amphibius ) - التي امتد موطنها في السابق من فلسطين والأردن حتى مصر (حيث انقرضت الآن) نزولا عبر وادي النيل حتى تنزانيا وموزامبيق.
- السلالة السواحيليّة، سلالة كيبوكو (Hippopotamus amphibius kiboko) - في القرن الإفريقي، كينيا والصومال. كيبوكو هو الاسم السواحيلي لفرس النهر، وتتميز هذه السلالة عن غيرها بفتحات أنفية أوسع وتجويف أكبر في الجمجمة.
- سلالة رأس الرجاء الصالح (Hippopotamus amphibius capensis ) - تنتشر هذه السلالة من زامبيا حتى جنوب إفريقيا وتتميز عن غيرها بأن لديها أكثر الجمجمات تفلطحا.
- السلالة التشاديّة (Hippopotamus amphibius tschadensis) - تنتشر عبر إفريقيا الغربية إلى تشاد كما يوحي اسمها، تمتلك وجها أقصر بقليل من غيرها بالإضافة إلى محجرات عين بارزة.
- السلالة المنقبضة (Hippopotamus amphibius constrictus) - تنتشر في أنغولا، جنوبي الكونغو، وناميبيا.

لم يقم علماء الأحياء يوما بالتصديق تماما على هذا التصنيف لسلالات فرس النهر، فالاختلافات بينها ضئيلة وقليلة لدرجة جعلت البعض من العلماء يفترض بأنها غير كافية لاعتبار أن من يحملها يكون بمثابة نويع أو سلالة مميزة. وقد تم إجراء بعض الفحوصات والاختبارات الوراثية للتأكد من صحة وجود هذه السلالات المزعومة، وظهر بعد أن تمّ فحص الحمض النووي من بضعة عينات من الجلد والتي أخذت من 13 موقعا مختلفا في أفريقيا، أن لأفراس النهر القاطنة مختلف أطراف القارة تنوعا جينيا وظهر أبرزه عند السلالة البرمائية وسلالة رأس الرجاء الصالح والسلالة السواحيلية أما السلالتين المنقبضة والتشادية فلم يتم أخذ عينات منها.

### التصنيف

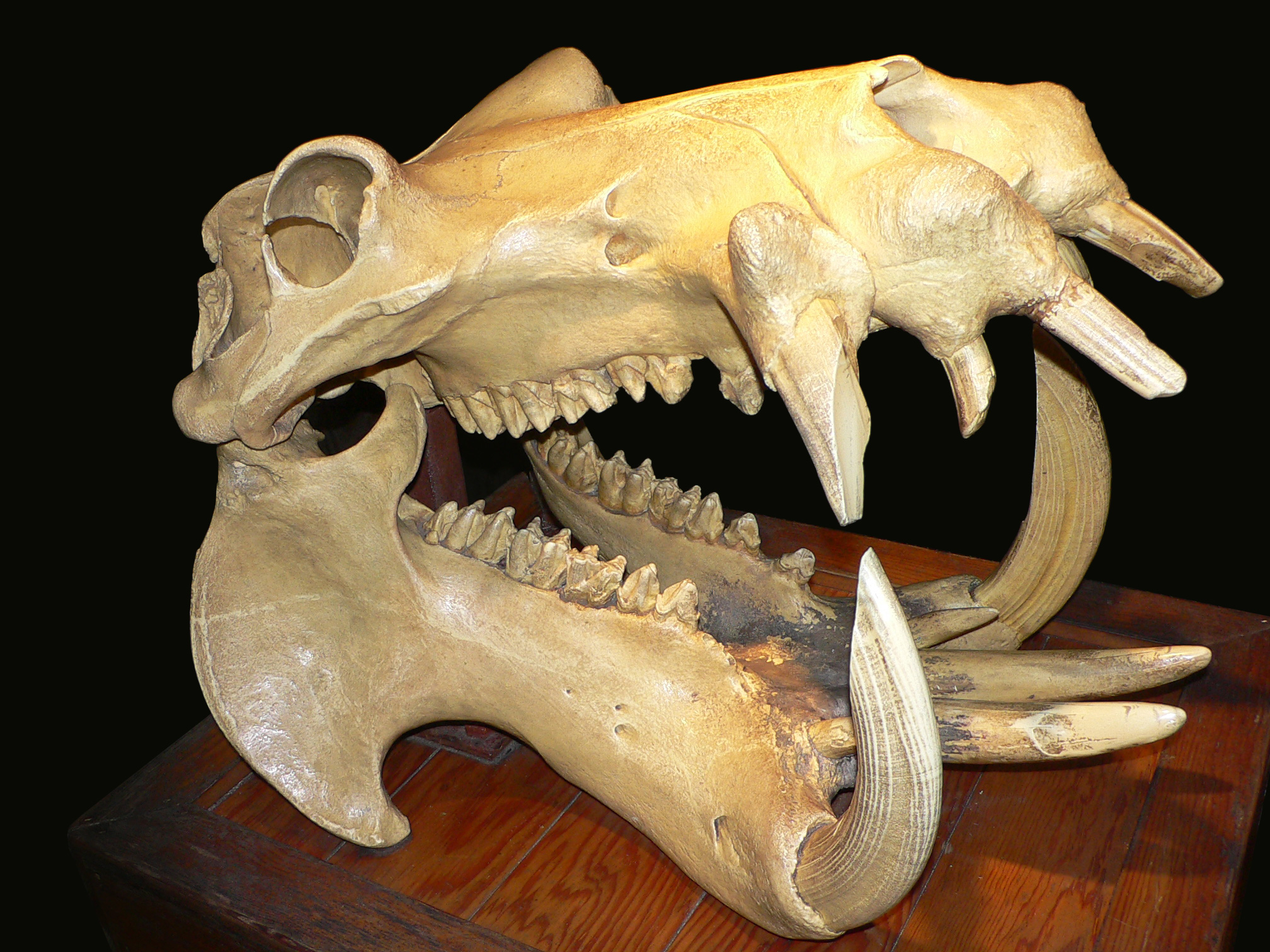
جمجمة فرس النهر. لاحظ الأنياب الضخمة التي تستخدمها الحيوانات للقتال.

تصنّف البرنيقيات مع باقي الحافريات في رتبة مزدوجات الأصابع التي تضم أيضا الجمليات، البقريات، الأيليات، والخنزيريات على الرغم من أن أفراس النهر لا تربط بهذه المجموعات بشكل وثيق. كان الإغريق القدماء يعتقدون أن أفراس النهر وثيقة الصلة بالأحصنة كما يدل اسمها، وكان علماء البيئة يصنفون أفراس النهر مع الخنازير حتى عام 1985 بناء على شكل طواحنها أو أسنانها. إلا أن الدلائل التي ظهرت من البروتين الموجود في الدماء والحمض النووي والمستحثات أظهرت أن أقرب الحيوانات إلى أفراس النهر هي الحيتانيات أي الحيتان وخنازير البحر والدلافين وأقربائها. تتشارك أفراس النهر في العديد من الصفات مع الحيتان أكثر من الحافريات الأخرى مثل الخنازير، بما أن السلف المشترك للحيتان والبرنيقيات انفصل عن باقي الحافريات منذ ملايين السنين، وعلى الرغم من هذا فإن أنساب هذه الحيوانات سرعان ما انشقت عن باقي مزدوجات الأصابع بعد ذلك.

### تطور النوع
أظهرت الدراسات الحديثة حول أصل فصيلة البرنيقيات أن أفراس النهر تتشارك مع الحيتان في سلف برمائي مشترك انفصل عن باقي الحافريات منذ حوالي 60 مليون سنة، ويُفترض أن هذا السلف المزعوم تطور وأنشأ فرعين مختلفين منذ حوالي 54 مليون سنة. وقد تطور أحد هذه الفروع إلى فصيلة الحيتانيات بدأ بالحوت البدائي «بكيستثس»، على الأرجح، الذي عاش منذ 52 مليون سنة وغيره من أسلاف الحيتان الأولى التي تأقلمت في النهاية مع العيش تحت الماء بصورة دائمة وتطورت لتصبح فصيلة الحيتانيات الحاليّة.

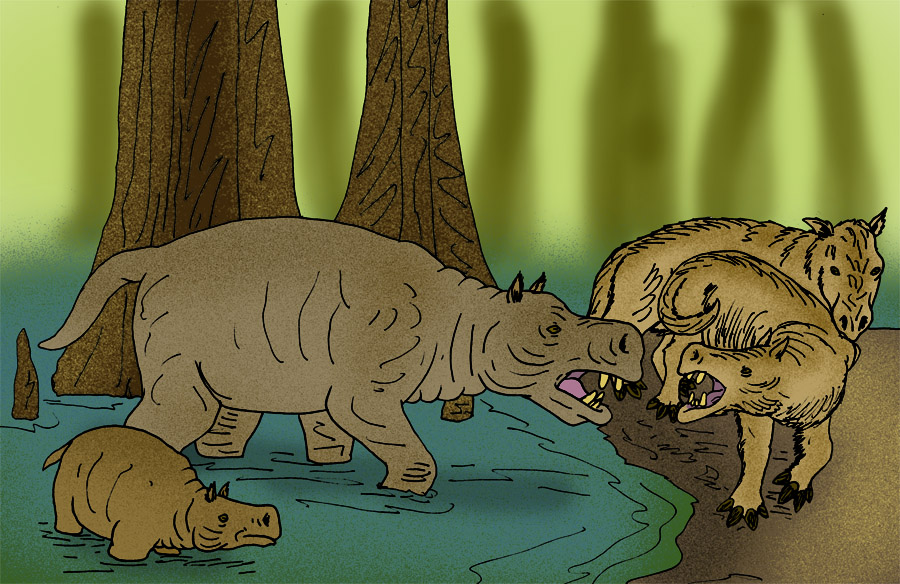
أحد أسلاف فرس النهر من العصر الضحوي والتي بدأت تظهر شبهات مع أفراس النهر المعاصرة.

أما الفرع الآخر فقد تطور إلى فصيلة كبيرة من البهائم الرباعية الأرجل والتي تعتبر أسلاف فصيلة البرنيقيات، وقد عاش أول هذه الحيوانات في أواخر العصر الفجري وكان يشبه فرس نهر نحيلا ذو رأس صغير ضيق. تفرّعت هذه الفصيلة أيضا إلى عدّة فروع انقرضت جميعها، دون أن تترك ذريّة متحدرة منها، عدا الفرع الذي تطور ليصبح فصيلة البرنيقيات.
نشأت البرنيقيات الحديثة في أفريقيا، وكان جنس «فرس النهر الكيني» (باللاتينية: Kenyapotamus) هو أول أفراس النهر التي عاشت في تلك القارة. انتشرت الأنواع المختلفة من أفراس النهر في فترة معينة عبر آسيا وأوروبة ولكنها لم تبلغ الأميركيتين كما يظهر حتى الآن، إلا أنه تم العثور على مستحثات لأجناس عدّة من الفصيلة الكبرى التي تفرعت منها البرنيقيات في أميركا الشمالية والتي يعود تاريخها إلى أوائل العصر الضحوي. وقد عاش أحد أسلاف فرس النهر المعاصر المسمّى «بائد النهر» (باللاتينية: Archaeopotamus) في أفريقيا والشرق الأوسط بين 7.5 و 1.8 مليون سنة.
يتواجد حاليا جنسين من فصيلة البرنيقيات هما جنس فرس النهر وفرس النهر القزم الذين إنفصلا منذ 8 ملايين سنة على الأكثر، ولا يزال العلماء لا يفهمون سجل مستحثات أفراس النهر بشكل كبير كما يختلفون حول اعتبار فرس النهر القزم من جنس أفراس النهر القزمة الأصلية الأساسية أم من جنس آخر للعديد من فصائل أفراس النهر الآسيوية والمسماة «هيكسابروتودون» (باللاتينية: Hexaprotodon) القريبة لجنس فرس النهر.

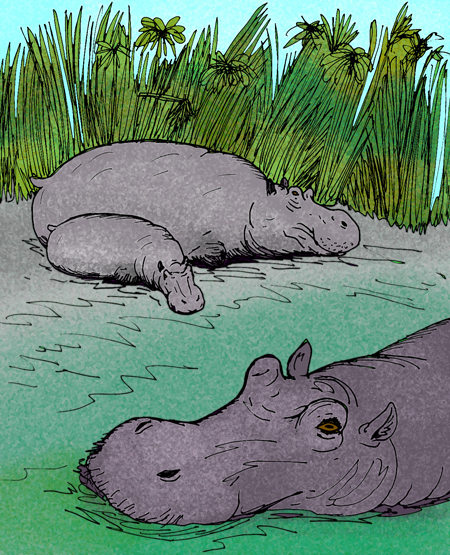
رسم لفرس النهر الواسع الحجرات، الذي جاء اسمه من حجرات عينيه الواسعة، والذي كان يقطن أوروبة قبل أن ينقرض قبل حلول العصر الجليدي الأخير.

### الأنواع المنقرضة
كانت ثلاثة أنواع من أفراس النهر تعيش في مدغشقر وقد انقرضت جميعها خلال العصر الحديث، وكان أخرها قد استمر بالوجود حتى 1,000 سنة خلت. وكانت أفراس النهر المدغشقرية أصغر حجما من تلك المعاصرة وقد يعود السبب في ذلك إلى الانعزال على جزيرة وحدها بعيدا عن الأنواع الأخرى من البرنيقيات، وتُظهر الأدلة من المستحثات أن أفراس النهر المدغشقرية كانت تصاد من قبل البشر وربما ساعد ذلك على انقراضها. يُعتقد أنه من الممكن أن تكون بعض أفراس النهر هذه قد استمرت بالتواجد في بعض الجيوب النائية والمعزولة، ففي عام 1976 أفاد بعض القروين بأنهم شاهدوا حيوانا يدعونه «كيلوبيلوبيتسفي» والذي يحتمل بأن يكون فرس نهر مدغشقري.
ومن الأنواع الأخرى للبرنيقيات فرس النهر الأوروبي وفرس النهر الواسع الحجرات الذين عاشا في أوروبة وصولا إلى الجزر البريطانية، وقد انقرض كلا منهما قبل الدور الجيلدي الأخير. واستطاعت أسلاف أفراس النهر الأوروبية أن تصل إلى العديد من جزر البحر المتوسط خلال العصر الحديث الأقرب، حيث عاشت أنواع مختلفة منها على جزر كريت، قبرص، مالطا، وصقلية. استمر فرس النهر القبرصي القزم وحده بالتواجد حتى أواخر العصر الحديث الأقرب وأوائل العصر الحديث، ولا تزال الدلائل التي تظهر من الحفريات في موقع أتوكرمنوس في قبرص تحيّر العلماء حول ما إذا كان هذا النوع قد قابله البشر ودفعوه إلى الانقراض أم لا.

## الوصف

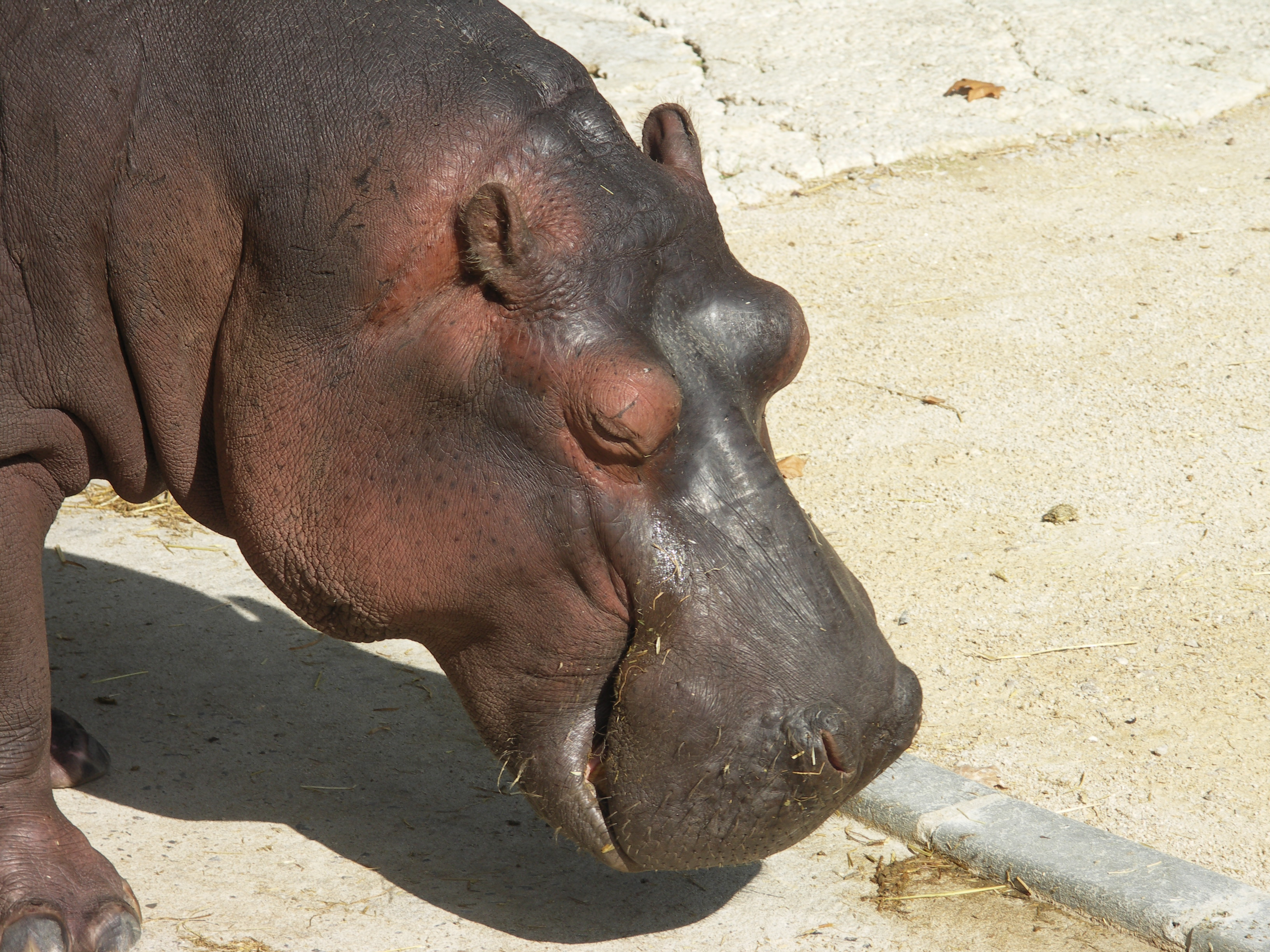
رأس فرس نهر في حديقة حيوانات في لشبونة.

فرس النهر هو أحد أضخم الثدييات الموجودة في العالم حالياً ويعتبر من الحيوانات الكبرى المتبقية على قيد الحياة، إلا أنه تأقلم، على عكس بقية الحيوانات الكبرى الإفريقية، لعيش حياة برمائية في البحيرات والأنهار العذبة. يصعب قياس وزن أفراس النهر في البرية بسبب حجمها الضخم وتأتي معظم التقديرات من عمليات التنقية التي حصلت في الستينات من القرن العشرين، حيث يفترض أن الوزن الطبيعي للذكور الناضجة يتراوح بين 1500 و1800 كيلوغراماً (3,300-4,000 رطلاً). تكون الإناث أصغر حجماً وأقل وزناً من الذكور حيث يتراوح وزنها بين 1300 و1500 كيلوغراماً (2,900-3,300 رطلاً) بينما تبلغ الذكور الأكبر سناً أحجاماً أكبر بكثير إذ يصل وزنها إلى 3,200 كيلوغراماً (7,100 رطل) على الأقل، ويظهر بأن ذكور فرس النهر يستمر حجمها بالنمو طيلة حياتها بينما تبلغ الإناث الحد الأقصى في حجمها عند بلوغها حوالي 25 سنة.

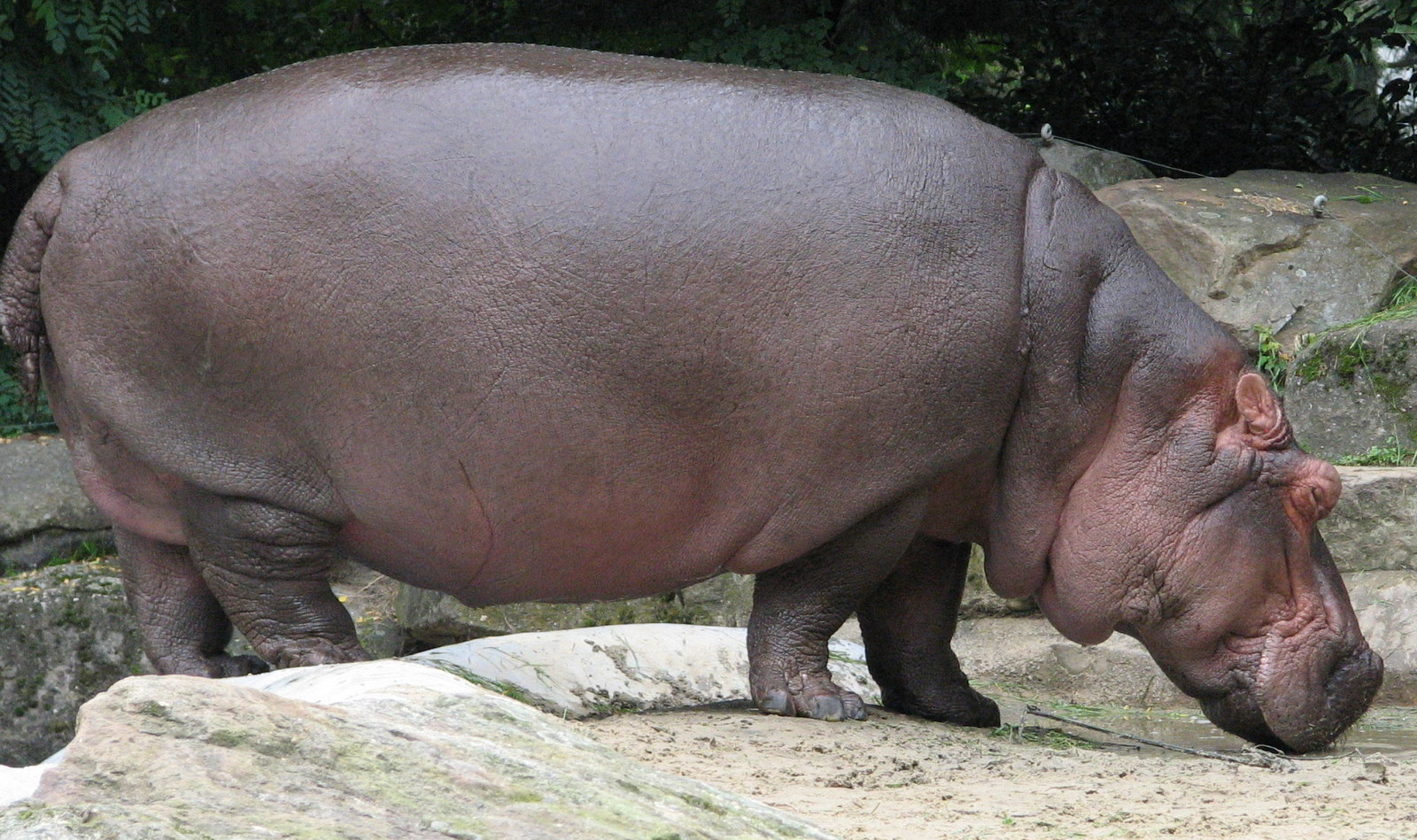
جسم فرس النهر

وفي برنامج «مواجهات حتمية مع برايدي بار» (بالإنجليزية: Dangerous Encounters with Brady Barr)‏ على قناة ناشونال جيوغرافيك، قام الدكتور «برايدي بار» بقياس قوة عضة أنثى فرس نهر، وتبين أنها تصل إلى 8,100 نيوتن، وقد حاول أيضًا قياس قوة عضة ذكر، لكنه اضطر إلى التخلي عن المحاولة بسبب عدائية الأخير.
يبلغ معدل طول فرس النهر 3.5 أمتار (11 قدماً)، وارتفاعه 1.5 أمتار (5 أقدام) عند الكتفين، ويماثل وحيد القرن الأبيض فرس النهر في الحجم تقريباً حيث أن استخدام مقاييس مختلفة لقياسهما يجعل من الصعب الجزم أيهما ثاني أكبر الثدييات البريّة بعد الفيل. تستطيع أفراس النهر العدو بسرعة أكبر من سرعة الإنسان على الرغم من ضخامتها وتقدر سرعتها من 30 كيلومتراً بالساعة (18 ميل بالساعة) إلى 40 كيلومتراً بالساعة (25 ميل بالساعة) أو حتى 50 كيلومتراً بالساعة (30 ميلا بالساعة)، إلا أن هذا الحيوان يستطيع الحفاظ على هذه السرعة الكبيرة لبضعة مئات من الأمتار فقط.

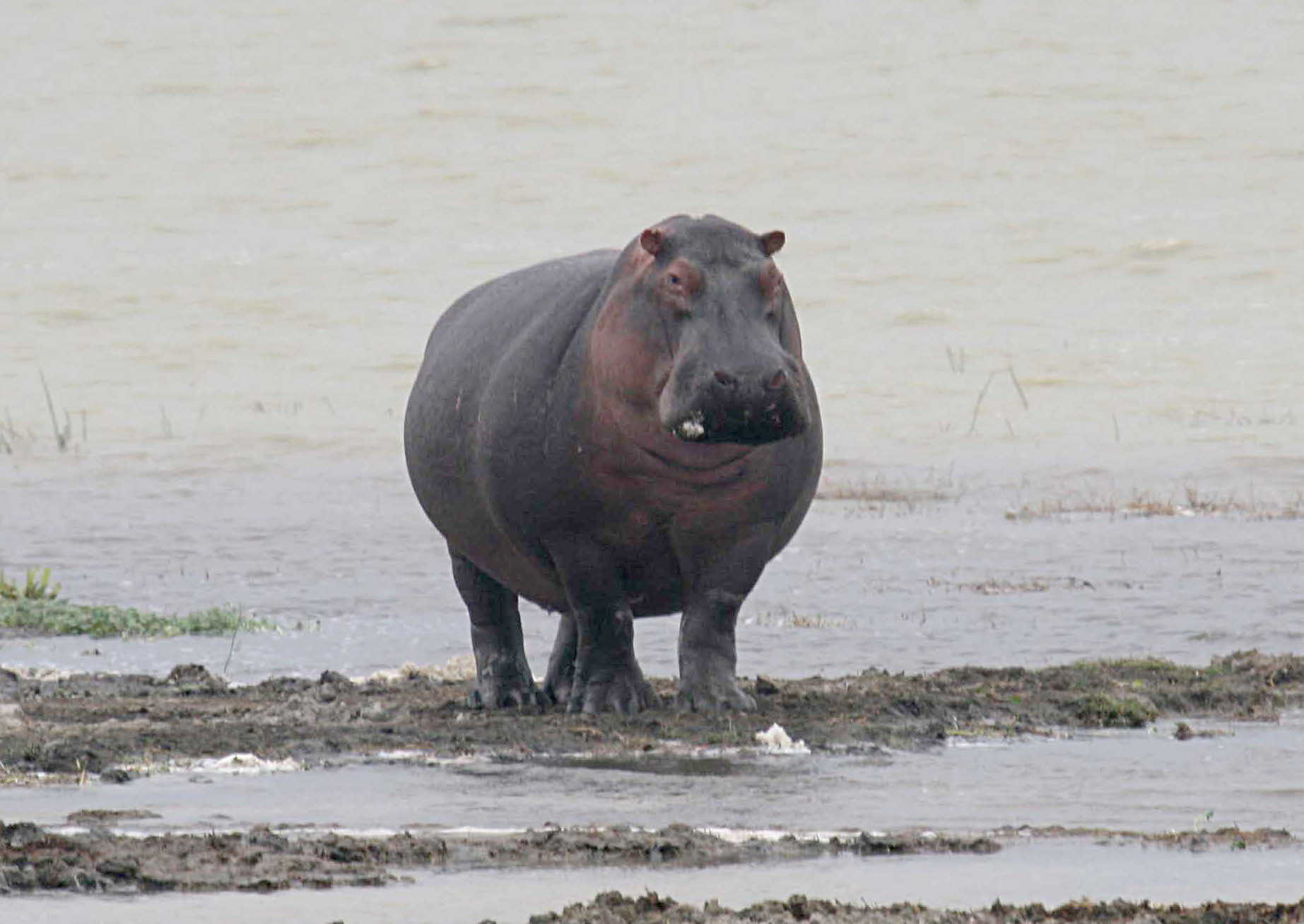
فرس نهر ذكر يخرج من المياه في فوهة نغورنغورو في تنزانيا.

يمتد مدى حياة فرس النهر من 40 إلى 50 عامًا إجمالاً. تعتبر أنثى فرس النهر المسماة «دونا» والتي تعيش في حديقة حيوانات مسكر في ولاية إنديانا في الولايات المتحدة، أكبر أفراس النهر الحيّة سناً. أما أكبر هذه الحيوانات سنا على الإطلاق فكانت أنثى تدعى تانغا وقد عاشت في ميونخ بألمانيا وماتت خلال عام 1995 عن عمر 61 سنة.

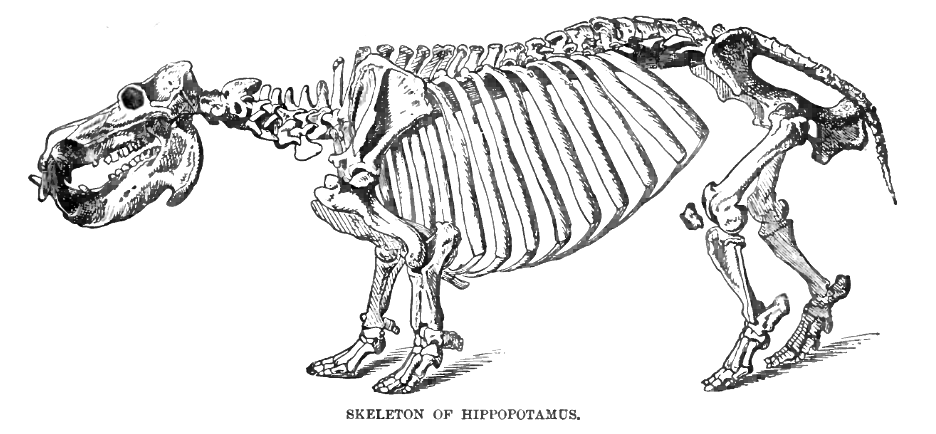
رسم للهيكل العظمي لفرس النهر.

تقع الفتحات الأنفية وعيون وأذان فرس النهر على رأس جمجمته مما يسمح له بإبقاء معظم جسده مغمورا بالماء والوحل في الأنهار الاستوائية التي يقطنها وتفادي الإصابة بحروق شمسية. يعتبر الشكل الخارجي لهذه الحيوانات مصمما كليّا لجعلها قادرة على التأقلم مع حياتها على الضفاف، فهيكلها العظمي مصمم ليتحمّل ثقلها الكبير وقوائمها قصيرة مقارنة بغيرها من الحيوانات الكبرى بسبب أن المياه تساعد على التقليل من الضغط عليها عندما تكون مغمورة، وكغيرها من الحيوانات المائيّة فإن لأفراس النهر القليل من الشعر.

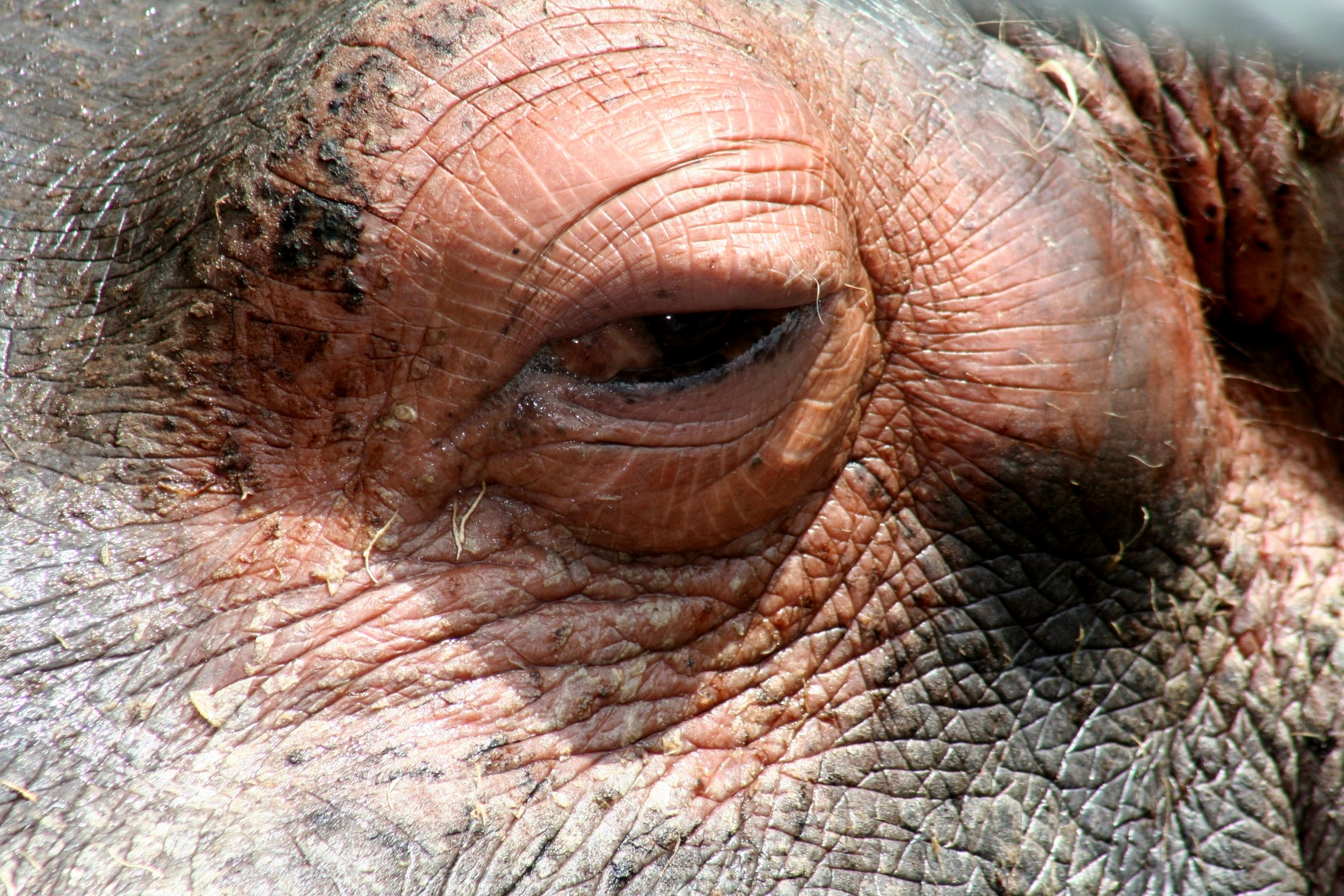
عين فرس النهر في حديقة حيوانات سان فرانسيسكو.

يفرز جلد أفراس النهر واقيا طبيعيا من الشمس ذو لون أحمر لحمايتها من أشعة الشمس القوية وتسمى هذه الإفرازات «بالعرق الدموي» إلا أنها ليست بعرق أو دم. تكون هذه الإفرازات عديمة اللون إلا أنها تتحول إلى برتقالية ضاربة إلى الحمرة بغضون دقائق ومن ثم إلى بنية في النهاية، وقد تم تعريف نوعين من الأصباغ في هذه الإفرازات إحداها حمراء والأخرى برتقالية وكلاهما مركبات أسيديّة عالية الحموضة.
اكتشف العلماء أن الصبغة الحمراء تمنع نمو البكتيريا المسببة للأمراض مما جعل البعض يفترضون بأنها تلعب دور المضاد الحيوي، وكلا الصبغتين تمتص أشعة الشمس بشكل أكبر خلال الفترة التي تبث فيها الأشعة ما فوق البنفسجية مما يجعلها تلعب دور المرهم الواقي من الشمس. تفرز جميع أفراس النهر هذه المواد بغض النظر عن حميتها مما يثبت بأن نوع الطعام الذي تتناوله ليس مسؤولا عن هذه الإفرازات بل لعل الحيوانات تصنع الصبغات من الأحماض الأمينية التيروزين.

## انتشار النوع
كانت أفراس النهر منتشرة عبر شمال أفريقيا وأوروبة وبعض الدول العربية حتى قبل بداية الدور الجليدي الأخير، وتعتبر أفراس النهر قادرة على العيش في الدول ذات المناخ البارد شريطة أن لا يتجمد الماء الذي تغطس فيه خلال الشتاء. استمرت هذه الحيوانات بالتواجد في منطقة النيل المصرية حتى مؤخرا إلا أنها انقرضت بعد ذلك. كتب القائد الروماني «بلينيوس الأكبر» أن أفضل مكان لرؤية أفراس النهر في مصر خلال أيامه، كان في بلدة صا الحجر؛ وذكر بعض الكتّأب أن أفراس النهر استمرت بالتواجد في فرع دمياط بعد الفتح الإسلامي لمصر في عام 639م. ولا تزال أفراس النهر تتواجد اليوم في بحيرات وأنهار أوغندا، السودان، الصومال، كينيا، شمالي الكونغو والحبشة، غربا عبر غانا إلى غامبيا وأيضا في أفريقيا الجنوبية (بوتسوانا، جنوب إفريقيا، زيمبابوي، وزامبيا)، وتتواجد جمهرة منفصلة في تنزانيا وموزامبيق.

### الحفاظ على النوع

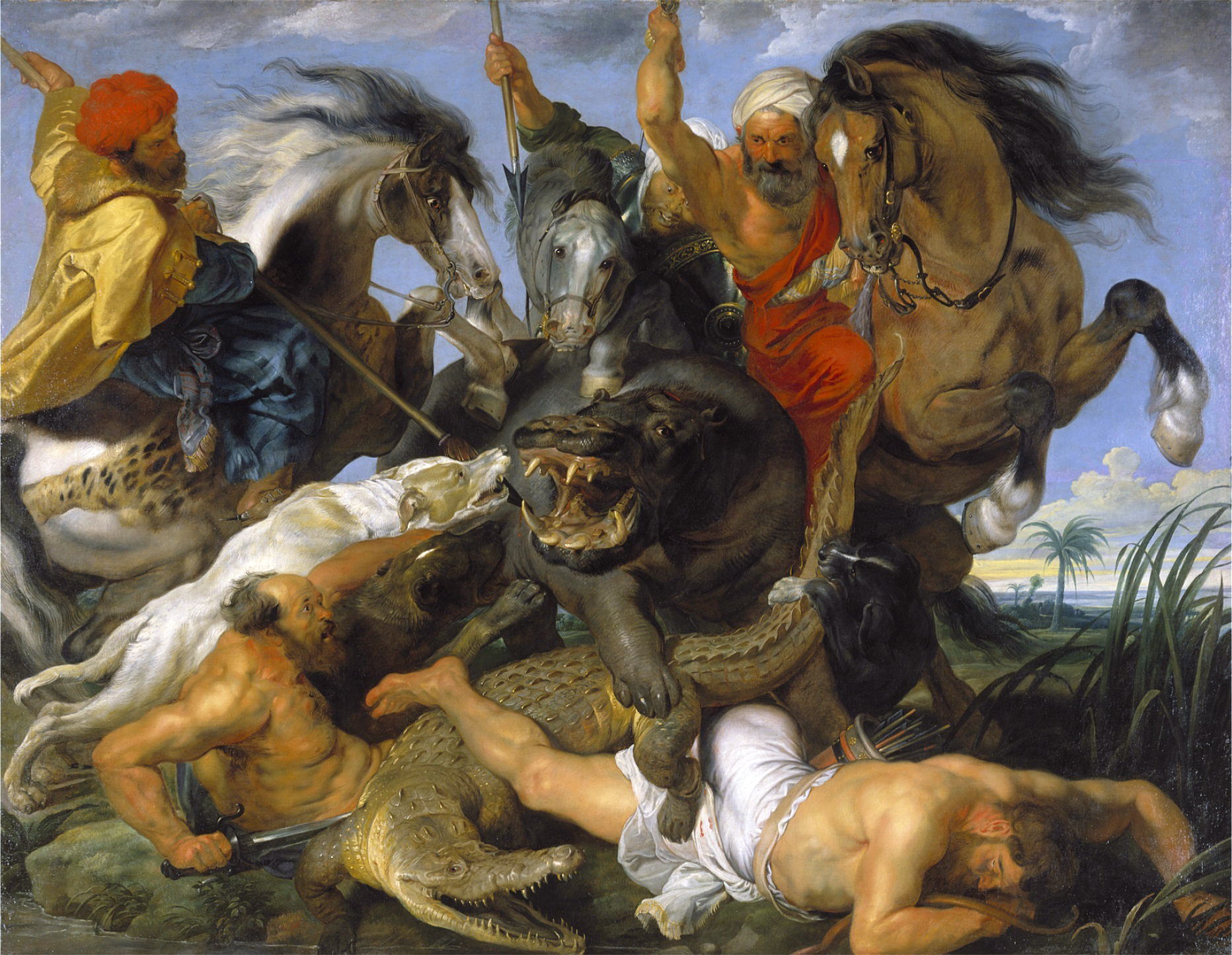
صيد فرس النهر وتمساح بريشة بيتر بول روبنز (1617).

أظهرت التحاليل الوراثية بعض الدلائل حول زيادة أعداد أفراس النهر في أفريقيا خلال أو بعد العصر الحديث الأقرب (البليستوسين) بسبب ازدياد عدد ومساحة المسطحات المائية عند نهاية هذه الفترة، ولهذه الاكتشافات دلائل مهمّة حول تحديد وضع النوع في أفريقيا حاليا إذ أن الجمهرة الحالية أصبحت مهددة عبر القارة بسبب تجفاف مؤلها وتعذّر الوصول إليه في بعض المناطق بسبب التمدن، كما وتعتبر أفراس النهر مهددة من القنص غير الشرعي. وبالإضافة لهذين الخطرين فإنه يجب الحفاظ على التنوّع الجيني لهذه الحيوانات لضمان استمرارية النوع، وفي مايو 2006 صنّف فرس النهر على أنه من الأنواع المعرّضة للانقراض في المستقبل بحسب اللائحة الحمراء للاتحاد العالمي للحفاظ على الطبيعة حيث قدرت أعداد الجمهرة بين 125,000 و 150,000 فردا أي أقل بنسبة 7 و 20% منذ إحصاء الاتحاد الأخير في عام 1996.
أن أبرز الأمكنة التي يمكن ملاحظة تناقص جمهرة أفراس النهر فيها هي الكونغو، حيث تناقصت أعداد الحيوانات في منتزه فيرونغ الوطني من قرابة 29,000 إلى 800 أو 900 رأسا في منتصف سبعينات القرن العشرين، مما أثار قلقا حول حيوية هذه الجمهرة. ويعزى تناقص تلك الحيوانات إلى حرب الكونغو الثانية حيث قام ثوّار الهوتو والجنود المتقاضين رواتب قليلة بالإضافة لجماعات الميليشيا بقنص هذه الحيوانات لعدة أسباب، ومن هذه الأسباب الاعتقاد السائد بأن أفراس النهر حيوانات غير ذكيّة وتشكل أذى للمجتمع وأيضا للحصول على بعض المال. يعتبر بيع لحوم أفراس النهر عملا غير قانونيا إلا أن التجارة في السوق السوداء يعتبر عملا من الصعب على ضبّاط برنامج الحفاظ على الحياة البرية السيطرة عليه.

### كحيوان غازي محتمل
في أواخر عقد الثمانينات من القرن العشرين، قام كبير مروجي المخدرات الكولومبي، «بابلو إسكوبار»، بإحضار 4 أفراس نهر من ولاية نيو أورلينز الأمريكية، وأطلقها في أرضه الخاصة التي تقع على بعد 100 كيلومتر شرق مدينة ميديلين. وبعد أن انهارت إمبراطورية إسكوبار بعد مقتله على يد الشرطة، حاول المسؤولون أن ينقلوا الأفراس إلى مكان آخر، لكن القبض عليها كان صعبا ومحفوفا بالمخاطر، لذا فقد هُجرت وتُركت لتسرح في الأرض حيث وضعها مالكها السابق. وبحلول عام 2007، كانت عدد أفراس النهر قد ارتفع ليصل إلى 16 حيوانا تجول الأرض التي تُركت فيها والمناطق المجاورة لنهر ماغدالينا بحثا عن الطعام. وفي عام 2009، هرب فردان بالغان وعجل من القطيع، وبعد أن هاجمت بضعة رؤوس من الماشية إضافة لأناس، أعطت السلطات المختصة الإذن للصيادين بقتل أحد الأفراد البالغة والمسمى «پيپه». لا يزال من غير المعلوم ما هو التأثير الذي ستحدثه هذه الحيوانات على النظام البيئي في كولومبيا. يقول الخبراء الذين استضافتهم إذاعة W كولومبيا، أن أفراس النهر قادرة على البقاء في أدغال البلاد، كما يُعتقد أن إهمال الحكومة الكولومبية لهذه المسألة وعدم اعتياد القرويين على التعامل مع هذه الحيوانات، سينجم عنه ضحايا بشرية.

## العادات

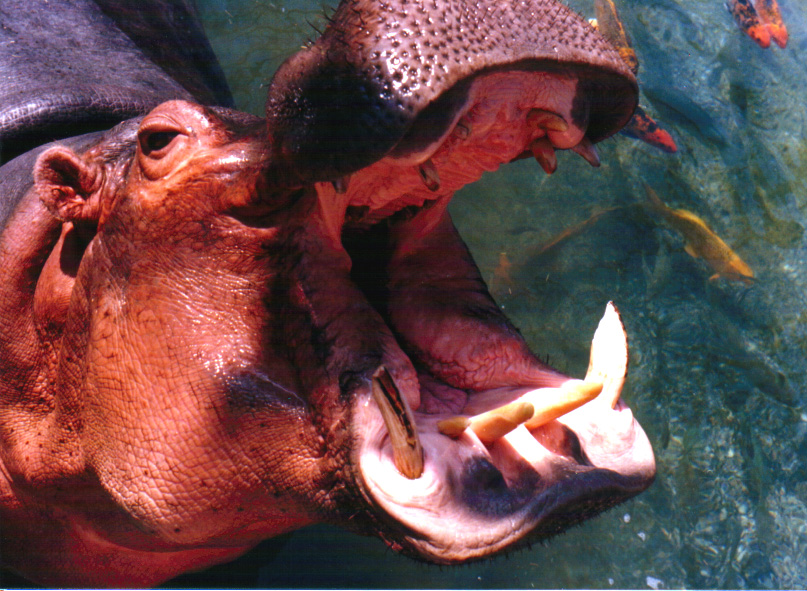
عندما يفتح فرس النهر فمه فهذا يدل على أنه يشعر بالتهديد.

تمضي أفراس النهر معظم نهارها وهي تتمرّغ في الماء أو الوحل مع باقي أفراد القطيع، ويساعد الماء على إبقاء حرارة جسدها معتدلة ومنع جلدها من التقشّر والجفاف. تتمحور حياة فرس النهر، بمعظمها، عدا الاقتيات، من الولادة والتقاتل والتناسل حول المياه.
تغادر أفراس النهر المياه عند الغسق وتمشي لمسافة معينة قد تبلغ 8 كيلومترات (5 أميال) لترعى مصدر طعامها الأساسي أي الحشائش القصيرة، حيث تمضي أربع أو خمس ساعات تقتات وقد تستهلك قرابة 68 كيلوغراما (150 رطلا) من الأعشاب كل ليلة. تأكل أفراس النهر أي نوع من النباتات بحال توافرت لها، مثل معظم العواشب الأخرى، إلا أن حميتها الطبيعية تتكون من العشب بشكل كلّي تقريبا والقليل من النباتات المائية أحيانا. تمّ تصوير أفراس النهر وهي تقتات على الجيفة (قرب الماء عادة) في بعض الأحيان، كما وردت تقارير أخرى عن أكلها للحم وحتى صيدها وافتراسها لحيوانات أخرى وأكلها بني جنسها أيضا. تعتبر معدة فرس النهر غير ملائمة لهضم اللحم، ولذلك فهي لا تقدم على أكله إلا بحال تعرضت لنقص في مخزونها الغذائي الطبيعي أو سلكت سلوكا شاذا. تتغوط هذه الحيوانات في الماء عادة، ويشكّل برازها ترسبات من مواد عضوية في قاع النهر. ولا يزال العلماء غير مدركين تماما للدور البيئي الذي تلعبه هذه الترسبات، ولأفراس النهر تأثير بارز على الأراضي التي تمشي عليها كل يوم عندما تخرج للاقتيات وذلك بسبب عادتها في المشي على نفس الدروب كل يوم مما يساهم بتعرية الأراضي من النباتات وتمهيدها، كما ويمكن لهذه الحيوانات أن تحوّل مجرى المستنقعات والقنوات عبر فترة طويلة من الزمن.

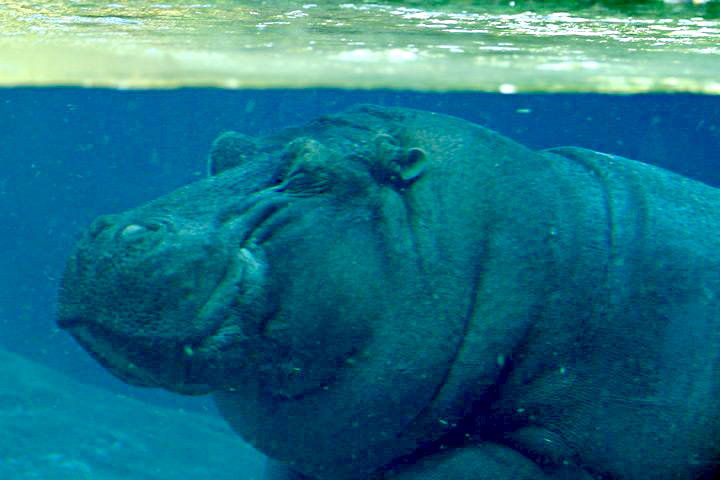
فرس نهر مغمورا بالمياه في حديقة حيوانات سان دييغو. تصعد أفراس النهر البالغة إلى السطح لتتنفس كل 3 أو 5 دقائق إجمالا.

تعتبر أفراس النهر الناضجة بأنها غير قادرة على الطوفان على سطح الماء إجمالا، وعوضا عن ذلك فهي تقوم بدفع أنفسها من القاع عبر القفز ودفع أنفسها إلى أعلى عندما تخوض في المياه العميقة، وتتحرك أفراس النهر في الماء بسرعة تصل إلى 8 كيلومترات بالساعة (5 أميال بالساعة). تعتبر صغار فرس النهر بأنها قادرة على الطوفان وغالبا ما تتحرك في الماء عن طريق السباحة عبر دفع نفسها بركلات من قوائمها الخلفية. تطفو أفراس النهر الناضجة كل 4 أو 6 دقائق لتتنفس أما الصغار فعليها أن تتنفس كل دقيقتين أو ثلاثة، وتحصل عملية التنفس والطوفان بشكل ألي دون الحاجة ان يقوم بها الحيوان بنفسه حيث يلاحظ أن حتى فرس النهر النائم تحت المياه يطفو من تلقاء نفسه دون أن يقدم عل أي حركة. يغلق فرس النهر منخريه عندما يغطس، ومن القصص المميزة عن أفراس النهر قصة فرس النهر الصغير المسمى «أوين» والذي نجا بعد أن قذف إلى البحر ووجد على حيّد رملي عند ضرب موجة التسونامي لإندونيسيا خلال عام 2004.

### الحياة الاجتماعية
لطالما كانت دراسة التفاعل بين ذكور وإناث أفراس النهر تعتبر صعبة في البرية وذلك عائد إلى أن هذه الحيوانات لا تمتلك فروقا بين الجنسين وبالتالي لا يمكن تمييز الإناث من الذكور الصغيرة في السن تقريبا. لا تعتبر أفراس النهر بأنها حيوانات اجتماعية على الرغم من أنها تعيش في مجموعات، كما ويبدو بأنها لا تشكل روابط اجتماعية سوى بين الأمهات وبناتها. ولا يزال سبب عيش هذه الحيوانات في مجموعات متراصّة غير معلوما حتى الآن.

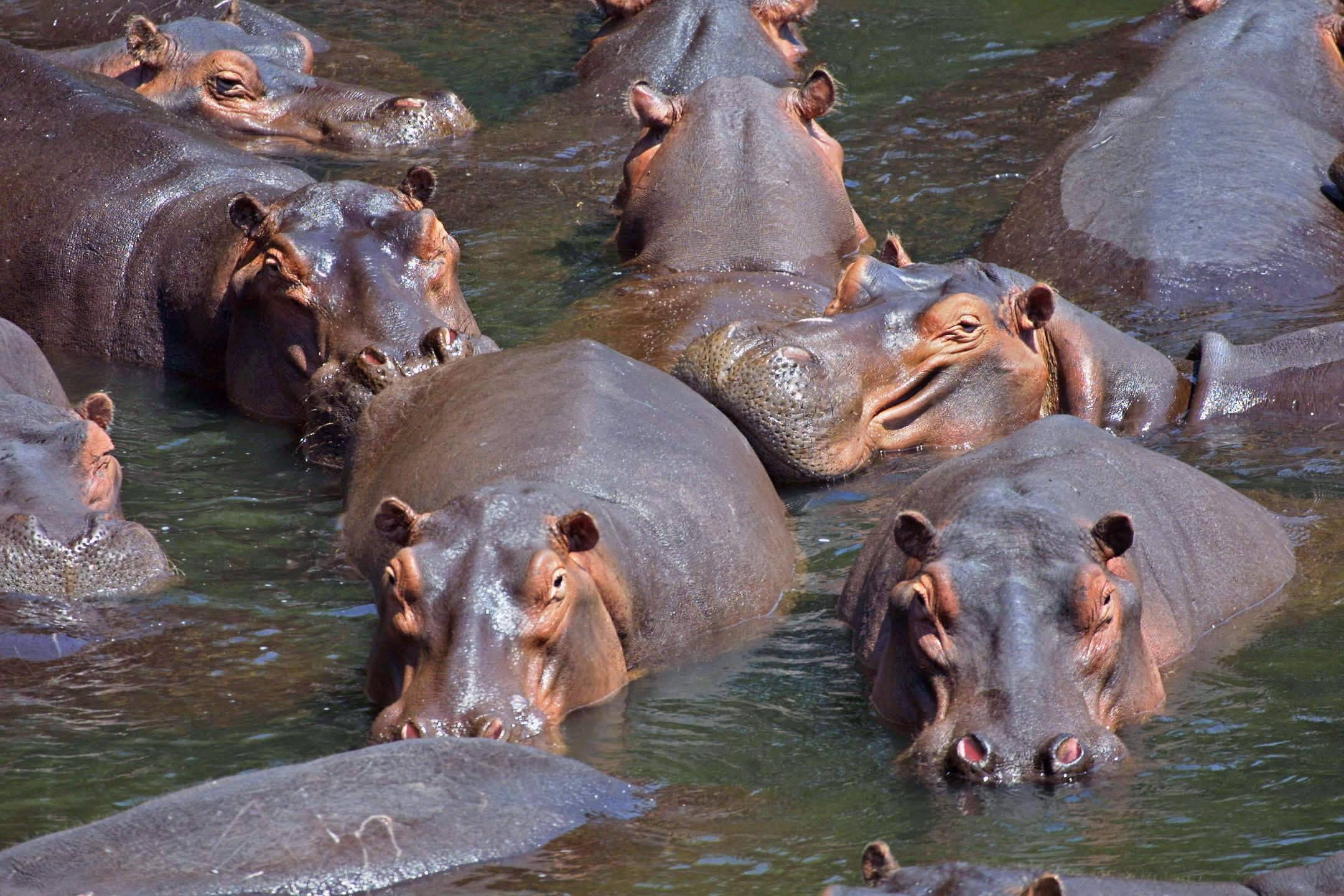
قطيع أفراس نهر في وادي لوانغا في زامبيا.

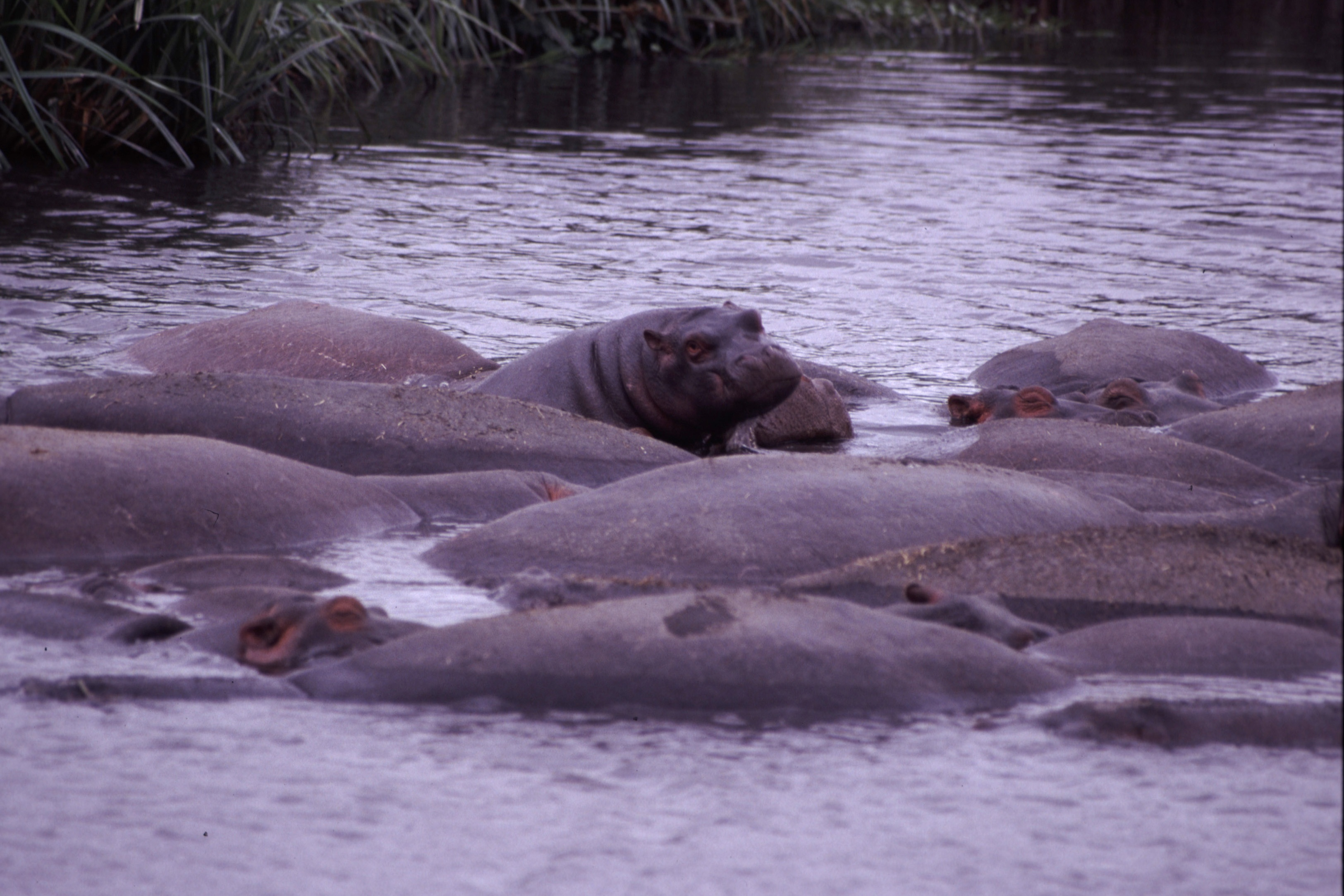
من الصعب على الباحثين التفرقة بين أفراس النهر من ناحية جنسها لأنها غالبا لا تظهر سوى ظهرها، مثل هذا القطيع في تنزانيا.

تعتبر أفراس النهر حيوانات إقليمية في المياه فقط حيث يقوم كل ذكر بالاستئثار ورئاسة بقعة صغيرة من النهر يبلغ طولها إجمالا 250 مترا وتحوي قرابة عشرة إناث بينما يحوي القطيع بكامله قرابة 100 رأس. يسمح الذكر المسيطر للذكور العازبة بدخول منطقته طالما أنها تتصرف بخضوع نحوه ولا تحاول اجتذاب أي أنثى، وتتجمع أفراس النهر بداخل القطيع بناء على جنسها فالذكور العازبة تبقى قرب غيرها من الذكور العازبة والإناث بجانب غيرها من الإناث بينما يبقى الذكر المسيطر وحده، أما عندما ترعى هذه الحيوانات فإن كلا منها يقوم بهذا بمفرده.
يظهر بأن أفراس النهر تتواصل شفهيا بواسطة الجأر والنفخ بأنوفها، كما يعتقد بأنها تتواصل بطريقة ارتداد الصوت كالخفافيش إلا أن الهدف من هذه الأصوات لا يزال غير معلوم حاليا. وتمتلك أفراس النهر قدرة مميزة تمكنها من رفع رأسها جزئيا فوق المياه وإصدار نداء ينتقل عبر الهواء والماء على حد سواء فتتجاوب معها باقي الأفراس سواء كانت تحت الماء أم فوقها.

### التناسل
تصل إناث فرس النهر إلى النضوج الجنسي عند بلوغها 5 أو 6 سنين، وتستمر فترة حملها لثمانية شهور. وقد أظهرت بعض الدراسات أن الإناث قد تصل إلى فترة البلوغ عندما تبلغ 3 أو 4 سنوات بينما تصل الذكور لتلك الفترة عند بلوغها حوالي 7.5 سنين.
أظهرت دراسة جرت في أوغندا حول سلوك التكاثر عند أفراس النهر بأن التزاوج يبلغ ذروته عند نهاية الفصل الممطر في الصيف بينما تبلغ الولادات ذروتها عند بداية الفصل الممطر في أواخر الشتاء، وسبب هذا الأمر يعود إلى توقيت الدورة النزويّة عند الأنثى، وقد ظهرت بعض الدلائل من دراسات حول أفراس النهر في زامبيا وجنوب أفريقيا على أن الولادات تحصل في بداية موسم الأمطار. تتوقف الإناث عن الإباضة، بعد أن تحمل، لفترة 17 شهرا.

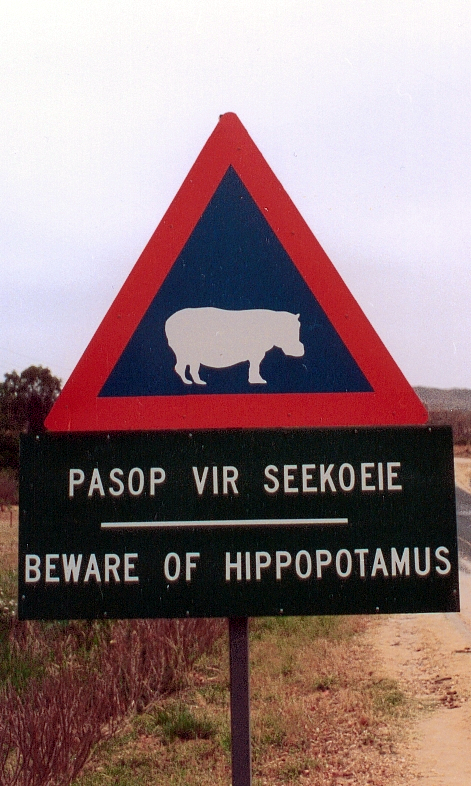
قد تكون أفراس النهر خطرة جدا على الإنسان كما تظهر هذه الإشارة من منتزه كروغر الوطني في جنوب أفريقيا.

تحصل عملية المجامعة في المياه حيث تكون الأنثى مغمورة معظم الوقت ولا تظهر رأسها إلا بعض الأوقات لتتنفس. تعتبر أفراس النهر من الثدييات القلائل التي تلد في المياه، وتشمل هذه الطائفة الحيتانيات والخيلانيات (خراف البحر والأطوم). تلد الأنثى صغيرًا واحدا (ونادرا توائم) تحت الماء ويبلغ وزن الصغير ما بين 25 و 45 كيلوغراما (60 - 110 أرطال) وقد يصل طوله إلى حوالي 127 سنتيمترا (50 إنش) ويكون عليه السباحة إلى السطح فورا لكي يتنفس. يستريح الصغير على ظهر أمه غالبا عندما تكون الأخيرة في مياه عميقة يصعب على الصغير خوضها، كما ويسبح تحت الماء عندما يريد أن يرضع كما قد يقوم بذلك على البر عندا تخرج الأم من المياه.
تبدأ الأمهات بفطم صغارها ما بين شهرها السادس والثامن وتفطم جميع الصغار بالكامل عندما تبلغ السنة من عمرها. تعتبر أفراس النهر من الحيوانات التي تفضل النوعية على الكمية بالنسبة لتكاثرها، والتعبير المستخدم بالإنكليزية هو «كي ستراتجيستس أو كي سيليكشون، K-strategists أو K-selection» وهذا التعبير يستخدم بالنسبة للحيوانات الكبيرة التي تلد عددا قليلا من الصغار عبر فترة طويلة نسبيا من الزمن من شاكلة الأفيال ووحيد القرن والحيتان.

### العدائية
تكون أفراس النهر البالغة عدائية تجاه التماسيح التي تشاركها العيش في نفس البرك والأنهار، وتبلغ هذه العدائية ذروتها عندما يكون لأفراس النهر صغار تحميها. تقوم التماسيح إلى جانب الأسود والضباع المرقطة، بافتراس صغار أفراس النهر في بعض الأحيان. ويعرف عن هذه الحيوانات بأنها عدائية جدا تجاه البشر أيضا حيث يزعم بأنها أخطر حيوانات إفريقيا وأكثرها تسببا للوفيات، حيث تقوم غالبا بمهاجمة القوارب وقتل من يكون على متنها، إلا أنه وبحسب تقرير أوردته إحدى المجلات الحكومية الأميركية فإنه وعلى الرغم من أن هذه الحيوانات خطرة فإن الإحصائيات حول عدد الوفيات التي سببتها أفراس النهر غير متوافرة فعليا.
تقوم أفراس النهر بهزّ ذيلها عند التغوّط لتبعثر برازها على أكبر مسحة ممكنة لكي تعلّم منطقتها، كما تبوّل إلى الخلف للسبب نفسه على الأرجح. من النادر أن تقتل أفراس النهر بعضها حتى خلال الصراعات الإقليمية، وعادة ما يتوقف الذكر الإقليمي أو الذكر المسيطر والذكر المتحدي العازب عن القتال عندما يتبين أيهما أقوى من الآخر. تقوم ذكور فرس النهر بقتل الصغار عندما يصبح القطيع مكتظا جدا أو عندما يتضاءل مسكنها بشكل كبير كما في فترات الجفاف الطويلة، وقد تقوم الإناث أيضا بقتل الذكور لتحمي صغارها إلا أن كلا التصرفين لا يعتبر طبيعيا في الفترات العاديّة.

## علاقة فرس النهر بالإنسان

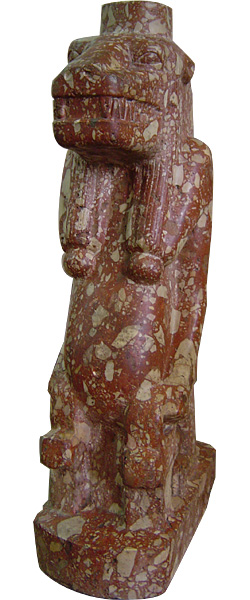
تمثال إيبة الذي يظهر رأسها المماثل لفرس النهر.

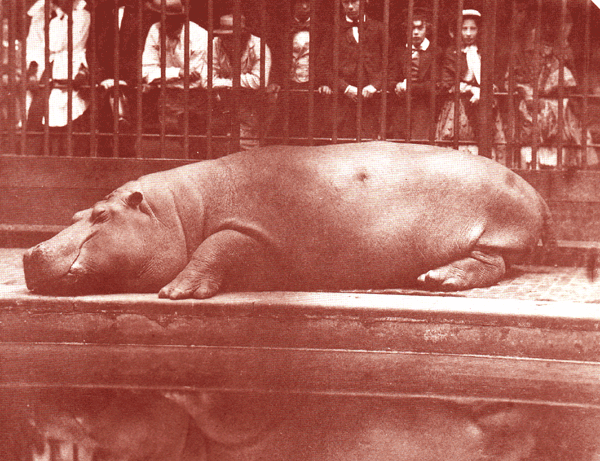
أبسكه مستلق في حديقة حيوانات لندن عام 1852.

ظهرت الدلائل الأولى حول تفاعل البشر مع أفراس النهر من الرسومات الصخرية والمنحوتات في جبال أواسط الصحراء الكبرى، وإحدى هذه الرسومات تلك الموجودة في جبال طاسيلي ناجر في الجزائر والتي تظهر عملية صيد لأفراس النهر. كان فرس النهر معروفا بشكل جيد عند الفراعنة أيضا حيث كان يعتبر بأنه قاطن النيل الشرس، وكانت الآلهة المصرية إيبة، آلهة الحمل والولادة، ذات رأس فرس نهر، ولعل المصريين القدماء لاحظوا الطبيعة الدفاعيّة لأنثى فرس النهر التي تقوم بحماية صغارها مما جعلهم يمثلونها بهذه الطريقة.
كانت أفراس النهر معروفة أيضا بالنسبة للمؤرخين القدماء من الحضارتين الرومانية والإغريقية حيث قام المؤرخ الإغريقي هيرودوتس بوصف أفراس النهر في كتابه التواريخ (440 ق.م) كما فعل المؤرخ الروماني «بلينيوس الأكبر» في موسوعته التاريخ الطبيعي (77 م.).

### فرس النهر في حدائق الحيوانات
تعتبر أفراس النهر من الحيوانات الشائعة في حدائق الحيوان، وكان أول فرس نهر يعرض في حديقة للحيوانات في عصرنا الحاضر يدعى «أبسكه» وقد وصل إلى حديقة حيوانات لندن بتاريخ 25 مايو 1850 واجتذب حوالي 10,000 زائر بالنهار الواحد وأوحى بكتابة أغنية بريطانية شهيرة هي «بولكا فرس النهر». لا تزال أفراس النهر تعتبر حيوانات مألوفة في حدائق الحيوانات وهي تتناسل بشكل جيد في الأسر، إلا أن معدل ولاداتها أقل من ذاك في البريّة وذلك يعود إلى عدم رغبة الحدائق بإكثارها بشكل كبير لأنها حيوانات ضخمة وتتطلب تغذيتها والحفاظ عليها الكثير من المصاريف.
ولدت معظم أفراس النهر الموجودة في حدائق الحيوانات اليوم في الأسر، وهناك ما يكفي منها في الحدائق حول العالم لدرجة أن إحضار أي حيوانات جديدة من البريّة يعتبر غير ضروريا إن تعاونت حدائق الحيوانات مع بعضها وتبادلت الحيوانات للحفاظ على التنوع الجيني للنوع.
كانت أفراس النهر تعرض كالكثير من الحيوانات الأخرى في حدائق الحيوانات في معرض من الاسمنت يضاف إليها بركة ماء وبقعة من العشب، وفي الثمانينات من القرن العشرين أخذ المصممين يعملون على بناء معارض تعكس مسكن الحيوانات الأصلي وأحد أكثر المعارض المعروفة لدى الناس هو حوض فرس النهر في حديقة حيوانات توليدو الذي يحوي بركة سعتها 360,000 غالونا من المياه. استطاع الباحثون في عام 1987 أن يقوموا بتصوير ولادة فرس نهر تحت الماء لأول مرة في حديقة الحيوانات ذاتها، وكان المعرض قد أصبح مشهورا لدرجة كبيرة بين الأفراد مما جعل الحديقة تتخذه كشعار لها.

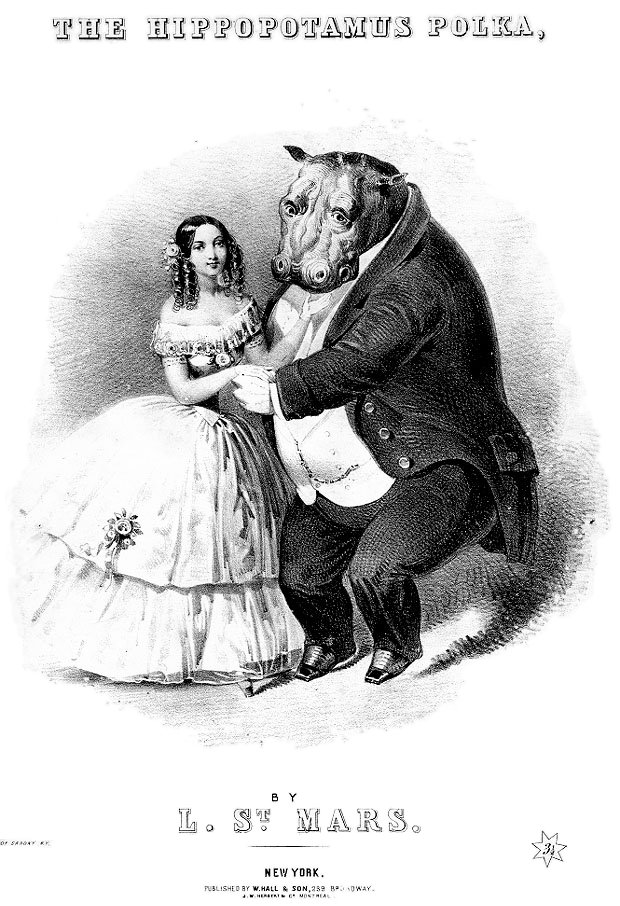
غلاف كتاب "بولكا فرس النهر" إحدى أول الكتب الذي يُظهر فرس نهر راقص.

### تمثيل فرس النهر في الحضارة البشرية
كان فرس النهر معروفاً عند الرومان والإغريق حيث دعوه بوحش النيل، وكان المصريون القدامى يعبدون الإله ذا هيئة فرس النهر المسمّى ست والذي كانوا يمثلونه على هيئة فرس نهر أحمر كما كان لرفيقة سيت إيبة رأس فرس نهر، كما ويعتقد أن البهيمة التي ذكرت في سفر أيوب (40: 15-24) هي فرس نهر. كما وأصبحت أفراس النهر حيوانات مشهورة في الحضارة الغربية منذ أن أوحى أبسكه بقصة بولكا فرس النهر، وظهرت في العديد من القصص والرسوم المتحركة، مثل قصة «هوبرتا»، فرسة النهر في جنوب أفريقيا، والتي أصبحت مشهورة في ذاك البلد خلال ثلاثينات القرن العشرين بسبب تنقلها عبر الطرقات؛ وأيضا قصة «أوين ومزي»، فرس النهر والسلحفاة اللذين طوّرا علاقة صداقة وثيقة؛ وقد دعت هكذا قصص بالناس في الكثير من الدول الغربية إلى حب أفراس النهر وإقبالهم على شراء كتب تتكلم عنها بالإضافة لأغراض تمثلها كالدمى. ذُكرت أفراس النهر في أغنية عيد الميلاد المشهورة والتي أنشدتها الطفلة «غايلا بيفي» عام 1953 «أريد فرس نهر في العيد»، حتى أنها أوحت بلعبة طاولة جديدة يتم تطويرها حاليا في الولايات المتحدة تدعى «أفراس النهر الجائعة».
برزت أفراس النهر في العديد من مسلسلات وأفلام الرسوم المتحركة، حيث استخدم شكل جسدها المستدير لإظهارها بمنظر فكاهي غالبا. كما جاء في فيلم ديزني «فانتازيا» الذي أظهر فرس نهر يرقص الباليه في أوبرا «لا غيوكوندا» (La Gioconda). ومن أفراس النهر الأخرى التي ظهرت في الرسوم المتحركة مسلسل «بيتر بوتاموس» التابع لاستوديوهات شبكة الرسوم المتحركة، كتاب ومسلسل «جورج ومارثا»، وفرسي النهر فلافيو وماريتا في مسلسل «الضاحكون».
ابتكر المصمم الفرنسي أندريه روشيه عام 1988 شخصيتي فرس نهر دعاها «أفراس النهر السعيدة» لتوضع كهدية في بيض شوكولاتة كيندر التابع لشركة الشوكولاتة الإيطالية «فيريرو»، ولم تكن هاتين الشخصيتين هادئتين كأفراس النهر الحقيقية بل كانت تبدو لطيفة المنظر ومليئة بالحيوية، وقد لاقت هاتان الشخصيتان نجاحا كبيرا وإعجابا من قبل الأطفال لدرجة جعلتها تظهر عدة مرات أخرى خلال السنوات اللاحقة في عدد من المنتجات المختلفة لهذه الشركة، وفي كل مرة كانت شعبيتها تزداد أكثر فأكثر. وفي عامي 2001 و2007 أطلقت شركة نينتندو لعبة فيديو لهما على جهاز غايم بوي.